# Felice Bonetto
Felice Bonetto (Manerbio, 9 de junho de 1903 – Silao, 21 de novembro de 1953) foi um automobilista italiano.
Participou de 16 Grandes Prêmios de Fórmula 1 de 1950 até 1953, obtendo dois 3º lugares: Itália de 1951 e Holanda de 1953.